# 1987 Kaplan
1987 Kaplan је астероид главног астероидног појаса са средњом удаљеношћу од Сунца која износи 2,382 астрономских јединица (АЈ).
Апсолутна магнитуда астероида је 11,4.